# Chantal Chambu Mwavita
Chantal Chambu Mwavita, née le 27 novembre 1969 à Kalehe (province du Sud-Kivu, République démocratique du Congo), est une avocate et femme politique. Elle fut ministre des Droits humains de la République démocratique du Congo de mai 2024 à août 2025.

## Biographie
Chantal Chambu Mwavita, fille de Chambu Emmanuel et Nzigire Igega est née sur l'île d'Iko, dans le territoire de Kalehe. Elle a débuté son parcours académique par une licence en droit à l’Université de Kinshasa en République démocratique du Congo. Elle a poursuivi ses études à l'Université catholique de Louvain-la-Neuve en Belgique, où elle a décroché un diplôme spécialisé en droit de l'Homme. Puis un master européen en médiation, gestion et résolution des conflits à l’Université Kört Bosch en Sion, Suisse. Le 4 mai 2023, elle perd des membres de sa famille lors de l'inondation et des glissements de terrain qui touche les villages de village de Bushushu et Nyamukubu dans le district de Kalehe, faisant plus de 400 morts.

## Parcours politique
Militante des droits humains et figure de la politique congolaise, elle fait son entrée en politique en adhérant au Mouvement National Démocratique pour le Progrès (acronyme MONADEP), dont elle est devenue la présidente.
Avocate de formation, elle est la fondatrice de l’Université de Paix pour le Développement (UPD asbl), une organisation qui œuvre pour l'assistance aux détenus et aux personnes vulnérables. Elle a également mis en place des centres de formation pour l’autonomisation des femmes et des services de micro-crédit pour soutenir les initiatives économiques féminines. Elle plaide aussi à la cour d'appel de Goma.
En 2023, Chantal Chambu Mwavita s’est portée candidate aux élections de 2023 pour les postes de députée nationale et sénatrice. Bien qu’elle n’ait pas remporté ces élections, sa participation en tant que candidate a été un témoignage de son engagement et en plus sensibiliser davantage le public aux questions liées à la justice sociale, à l'égalité des genres et à la protection des droits humains en RDC. Elle a également facilité la réélection du président Félix Tshisekedi.

### Ministre
Le 29 mai 2024, elle est nommée ministre des droits humains du Gouvernement Suminwa dirigé par Judith Suminwa Tuluka. Cette nomination représente un tournant dans sa carrière politique. 